# Arothron reticularis
Arothron reticularis, cá nóc lưới, là một loài cá vây tia trong họ Cá nóc. Nó là loài bản địa ở khu vực Ấn Độ Dương-Thái Bình Dương nhiệt đới và cận nhiệt đới, nơi môi trường sống của nó bao gồm đáy biển đầy cát và bùn, rạn san hô, cửa sông và các khu vực rừng ngập mặn.

## Mô tả
Cá nóc lưới có chiều dài khoảng 425 mm. Cơ thể thuôn dài và có kết cấu nhão và được bao phủ bởi các gai ngắn. Khu vực giữa hai mắt rộng và phẳng và lỗ mũi có một xúc tu nhỏ, phân nhánh rắn chắc. Đường bên không rõ ràng và uốn cong mạnh về phía trên vây hậu môn. Cả vây lưng và vây hậu môn đều tròn và có một hoặc hai gai và tám hoặc chín tia mềm. Màu sắc cơ thể là nâu hoặc xám đậm, với các đốm tròn màu trắng trên mặt lưng, tạo ra vẻ ngoài giống như lưới. Khoảng chín dải màu, xen kẽ đậm và nhạt, bắt đầu ở gần mõm và uốn cong vòng xuống dưới mắt, miệng và gốc vây ngực. Có một đốm lớn màu đen trên nắp mang và trên gốc của vây ngực. Vây đuôi có đốm và các vây khác có màu nâu vàng mờ.

## Phân bố và sinh cảnh
Arothron reticularis được tìm thấy ở vùng nhiệt đới phía tây Ấn Độ-Thái Bình Dương, phạm vi của nó kéo dài từ bờ biển phía đông của Ấn Độ đến nam Nhật Bản, phía nam đến Úc và phía đông đến Samoa. Nó sinh sống ở biển và các cửa sông và nước lợ ở độ sâu khoảng 20 m. Môi trường sống thích hợp bao gồm các rạn san hô gần các khu vực có cát và rong biển, các vùng cát, đồng cỏ biển và các khu vực rừng ngập mặn. Cá con thường được tìm thấy trong rừng ngập mặn và đôi khi đi vào vùng hạ lưu của suối.

## Hành vi
Cá nóc lưới là loài di chuyển chậm. Chúng tự vệ bằng cách nuốt và đổ đầy nước vào dạ dày, do đó tự phồng lên đến mức đáng sợ. Khi cá căng phồng, các gai phóng ra; cá cũng sản sinh và tích tụ các chất độc hại trong da, tuyến sinh dục và gan của chúng, bao gồm cả tetrodotoxin và saxitoxin. Vào ban ngày, đôi khi người ta thấy loài cá này nằm dưới đáy biển đầy bùn.

## Tình trạng
Cá nóc lưới phổ biến ở nhiều nơi trong phạm vi của nó. Mặc dù nó được thu thập ở một mức độ nhất định cho việc buôn bán cá cảnh, người ta không cho rằng điều này ảnh hưởng đáng kể đến quần thể; tuy nhiên, các rạn san hô, thảm cỏ biển và đầm lầy ngập mặn nơi nó sinh sống đang bị suy thoái, có thể ảnh hưởng đến quần thể trong tương lai. Một số phạm vi của nó nằm trong các khu bảo tồn biển và Liên minh Bảo tồn Thiên nhiên Quốc tế đã đánh giá tình trạng của nó là "loài ít quan tâm".